# Bette Nesmith Graham
Bette Nesmith Graham (ur. 23 marca 1924 w Dallas, zm. 12 maja 1980 w Richardson) – amerykańska sekretarka, wynalazca korektora i przedsiębiorca.

## Życiorys
Bette Clair McMurry urodziła się 23 marca 1924 roku w Dallas w Teksasie. Porzuciła liceum w wieku 17 lat i zapisała się na kurs sekretarek. W wieku 19 lat wyszła za mąż za Warrena Nesmitha. Z tego związku urodził się syn, Michael Nesmith – członek zespołu The Monkees. Po powrocie męża z frontu II wojny światowej wystąpiła o rozwód i odtąd samotnie wychowywała syna.
Od 1951 roku pracowała jako sekretarka W.W. Overtona, prezesa zarządu Texas Bank and Trust. W tym też okresie zaczęła mieć problem z nowymi elektrycznymi maszynami do pisania, które produkowały tekst nie dający się usunąć biurową gumką. Wobec braku możliwości efektywnego poprawiania błędów w tekstach zaczęła eksperymentować w celu uzyskania skutecznego korektora. Inspiracją stali się dla niej malarze malujący okna. Zamiast szukać środka, który usunie tusz, postanowiła stworzyć korektor, który będzie maskować stary tekst.
Wynalazek, który nazwała Mistake Out, szybko stał się bardzo popularny wśród innych sekretarek w firmie. Nesmith zdała sobie sprawę, że produkt ma szansę dobrze się sprzedawać. W 1956 roku otworzyła w swoim domu firmę Mistake Out Company; tam też produkowała i butelkowała swój produkt. W butelkowaniu pomagał jej syn i jego koledzy. Wkrótce potem została zwolniona z banku z powodu zaniedbywania pracy, co pozwoliło jej skupić się wyłącznie na własnej firmie. Mimo sukcesu finansowego cały czas pracowała nad ulepszeniem swojego wynalazku, a wersję uznaną za ostateczną przemianowała na Liquid Paper (1958). W tym samym roku złożyła wniosek patentowy i wniosek o zastrzeżenie znaku towarowego.
Początkowo sprzedawała ok. stu sztuk miesięcznie. W 1957 magazyn The Office poświęcił jej produktowi notkę. W tym momencie sprzedaż znacząco zaczęła rosnąć, m.in. dzięki koncernowi General Electric, który złożył duże zamówienie. W 1962 roku Nesmith ponownie wyszła za mąż; jej mężem został Robert Graham. Firma szybko zwiększała sprzedaż; w 1968 roku osiągnięto milion sprzedanych korektorów. Do 1967 roku przedsiębiorstwo posiadało własny biurowiec i zautomatyzowaną linię produkcyjną. W 1975 roku Nesmith Graham rozwiodła się z drugim mężem.
Nesmith Graham sprzedała firmę koncernowi Gillette Corporation w 1979 roku za 47,5 miliona dolarów.
Zmarła 12 maja 1980 roku w Richardson w Teksasie.